# La Province oubliée
Pour plus de détails, voir Fiche technique et Distribution.
La Province Oubliée (The Forgotten District) est un film documentaire réalisé par Oliver Dickinson.
Entre la mer des Caraïbes et les Monts Maya se trouve le district de Toledo, connu comme La Province Oubliée du Belize, en Amérique centrale. Durant ces vingt dernières années, les Mayas ont mis en avant leur programme d'écotourisme destiné à protéger leur forêt tropicale et leurs traditions. Malgré la constante opposition du gouvernement et de l'industrie du tourisme, Margarita, Reyes, Chet et leurs amis demeurent résolus et optimistes. Ce film est un hommage à leur courage jamais démenti.
Le documentaire a été sélectionné par de nombreux festivals à travers le monde (ex: Festival international du film d'environnement de Paris, Ecofilms Festival de Rhodes, Festival Cine de Bogota, Festival International Documentaire de Guangzhou) et a remporté plusieurs prix (ex: Prix du Jury et Prix Spécial pour efforts dans la promotion de l'écotourisme au Riga International Tourfilm Festival 2010, médaille d'argent au Zagreb Tourfilm Festival 2012, Prix du Meilleur Reportage de Tourisme au Silafest 2009).

## Fiche technique
- Photographie : Oliver Dickinson
- Montage : Oliver Dickinson
- Production : Anthony Dickinson, Marie Kerfant, Alexia Dickinson
- Langue : anglais